# Crystal Palace (Londres)

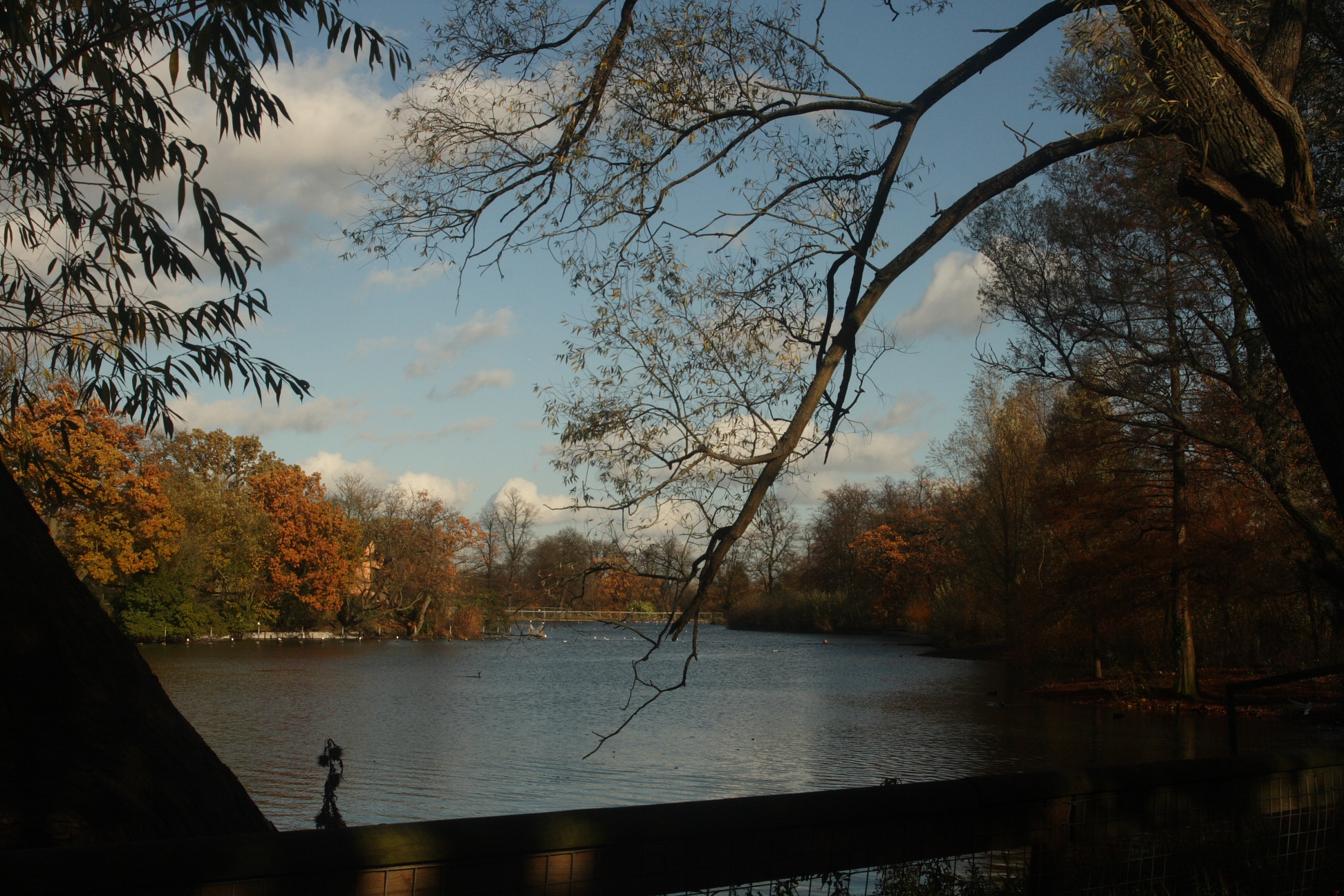
Vista da parte alta do lago

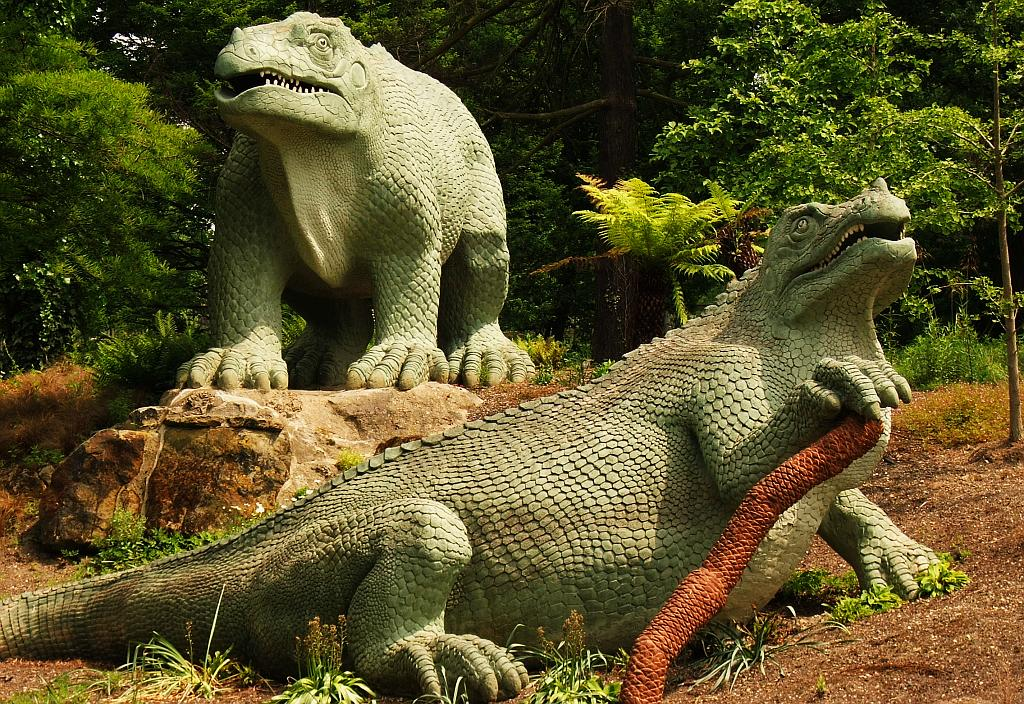
Estátuas de Benjamin Waterhouse Hawkins

Crystal Palace é um distrito nos boroughs de Bromley, Croydon, Lambeth, Southwark e Lewisham, na Região de Londres, na Inglaterra, situado no sul da Região de Londres. Teve ocupação entre 1854 e 1936. Está localizado a cerca de 6 quilômetros ao sul de Charing Cross, e oferece vista para a capital.

## Crystal Palace Park
O local abriga o parque Crystal Palace Park, que possui estilo vitoriano, é um local de diversas práticas culturais, cívicas e esportivas, utilizado por diversas etnias.
O escultor Benjamin Waterhouse Hawkins criou o Palácio dos Dinossauros, onde expôs algumas espécies esculpidas de dinossáuros descobertos recentemente, e outros animais extintos.

## Mídia

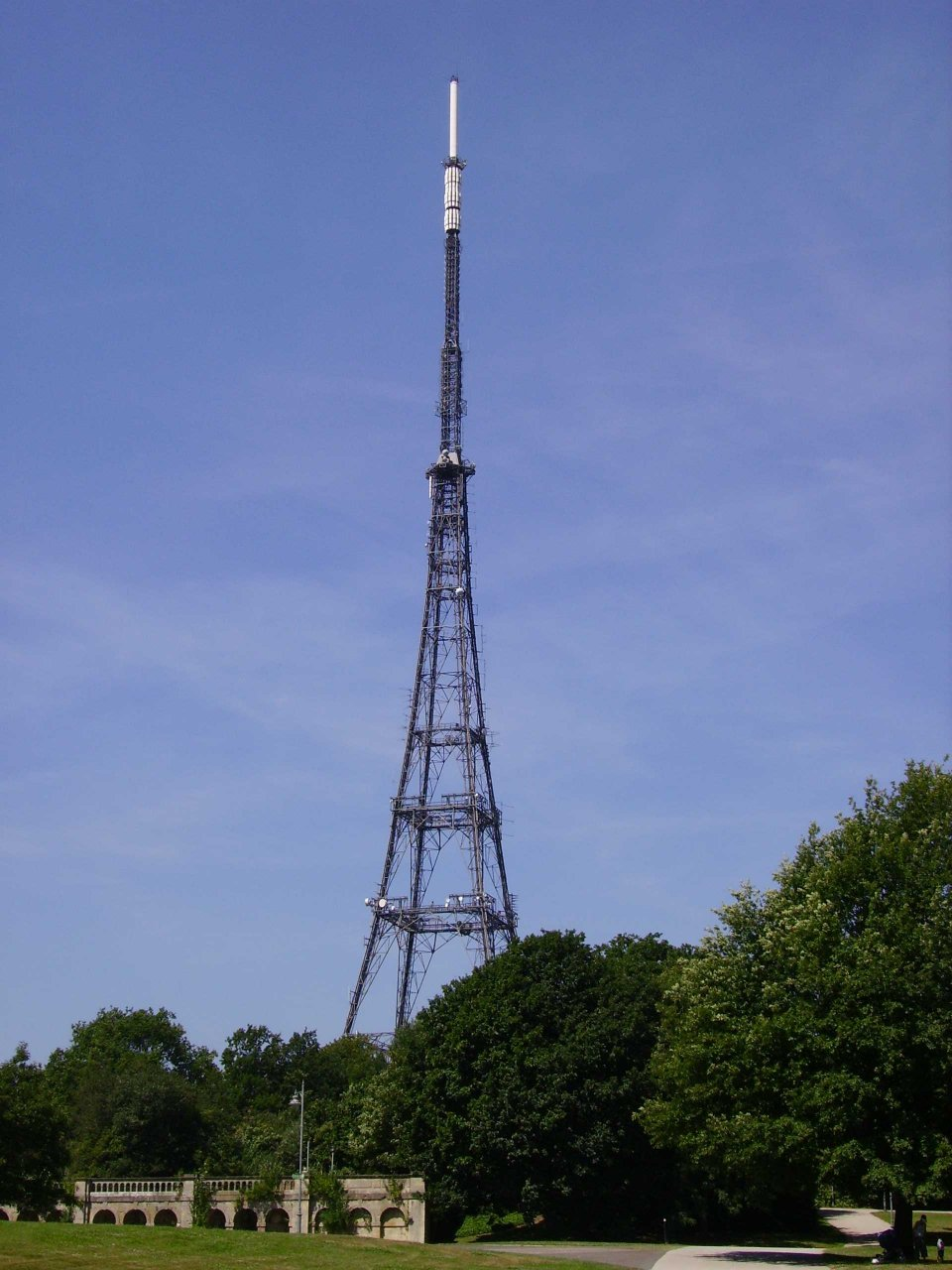
Torre de transmissão de TV da Crystal Palace Transmitter

### Televisão
Existem duas torres de transmissão de televisão, Crystal Palace Transmitter (Canal 640) e Croydon transmitting station (Canal 500)

### Filmes
O filme The Italian Job realizou no parque as cenas atléticas, onde Michael Caine disse a famosa frase "You were only supposed to blow the bloody doors off!", também foi palco de gravações do filme The Pleasure Garden'.

### Música
Atualmente no parque ocorrem festivais de músicas ao ar livre e algumas raves. A banda The Chemical Brothers' gravou um clipe no parque.

## Áreas vizinhas
- Gipsy Hill
- Sydenham
- Penge
- Dulwich
- Anerley
- West Norwood
- Upper Norwood